# Кунгурський ярус
| Система/ Період                                                       | Відділ/ Епоха      | Ярус/ Вік         | Вік (млн років) | Вік (млн років) |
| --------------------------------------------------------------------- | ------------------ | ----------------- | --------------- | --------------- |
| Тріас, T                                                              | Нижній/Ранній, T1  | Індський, T1i     | молодше         | молодше         |
| Перм, P                                                               | Лопінгій, P3       | Чангсінзький, P3c | 251,902         | 254,14          |
| Перм, P                                                               | Лопінгій, P3       | Вучапінзький, P3v | 254,14          | 259,1           |
| Перм, P                                                               | Гваделупій, P2     | Кептенський, P2c  | 259,1           | 265,1           |
| Перм, P                                                               | Гваделупій, P2     | Вордійський, P2w  | 265,1           | 268,8           |
| Перм, P                                                               | Гваделупій, P2     | Роудський, P2r    | 268,8           | 272,95          |
| Перм, P                                                               | Цисуралій, P1      | Кунгурський, P1k  | 272,95          | 283,5           |
| Перм, P                                                               | Цисуралій, P1      | Артинський, P1art | 283,5           | 290,1           |
| Перм, P                                                               | Цисуралій, P1      | Сакмарський, P1s  | 290,1           | 295,0           |
| Перм, P                                                               | Цисуралій, P1      | Ассельський, P1a  | 295,0           | 298,9           |
| Карбон, C                                                             | Верхній/Пізній, C3 | Гжельський, C3g   | древніше        | древніше        |
| Підрозділи Тріасової системи наведені згідно МКС, станом на 2018 рік. |                    |                   |                 |                 |
| п о р                                                                 |                    |                   |                 |                 |

Кунгу́рський вік і я́рус, кунгу́р (рос. кунгурский ярус, кунгур; англ. Kungurian; нім. Kungur-Stufe f — верхній (четвертий знизу) ярус нижнього відділу пермської системи.
Від назви гори Кунгур на Уралі.